# Oxira copria
Oxira copria là một loài bướm đêm trong họ Noctuidae.